# Sergej Kraigher
Sergej Kraigher (né le 30 mai 1914 - mort le 17 janvier 2001) est un homme politique yougoslave. Il est président de la Yougoslavie de 1981 à 1982. Il est également connu pour avoir dirigé la commission Kraigher, mise en place par le gouvernement yougoslave afin de le conseiller et de proposer des solutions à la crise économique ayant frappé le pays au milieu des années 1980.

## Biographie
Né à Postojna, en Autriche-Hongrie (désormais Slovénie), Kraigher provient d'une famille politisée. Son oncle Lojz Kraigher est un écrivain et militant de gauche et son cousin Boris Kraigher est un homme politique communiste influent.
Dans les années 1940, Sergej Kraigher grimpe les échelons du Parti communiste slovène. Il rejoint l'Armée populaire de libération et détachements de Partisans de Yougoslavie.
De 1967 à 1973, il dirige l'assemblée du peuple slovène. De 1974 à 1981, il est président de Slovénie. À la mort de Josip Broz Tito, Kraigher devient le représentant slovène à la direction de Yougoslavie. Il est le président de cette dernière de 1981 à 1982.
Il prend la tête de la commission Kraigher, qui se penche sur la crise économique ayant frappé la Yougoslavie au milieu des années 1980. Le rapport de la commission devait servir de base à une réforme amenée par le cabinet de Milka Planinc, mais cette dernière n'a pas eu lieu. 
Sergej Kraigher meurt le 17 janvier 2001 à Ljubljana, Slovénie. Sa femme est morte en 2000.